# Línia evolutiva de Carvanha
Aquesta línia evolutiva de Pokémon inclou Carvanha i Sharpedo.

## Carvanha
Carvanha és una de les espècies que apareixen a la franquícia Pokémon, una sèrie de videojocs, anime, mangues, llibres, cartes col·leccionables i altres mitjans que va ser inventada per Satoshi Tajiri i ha generat milers de milions de dòlars en beneficis per a Nintendo i Game Freak. És de tipus aigua i tipus sinistre i evoluciona a Sharpedo.

## Sharpedo
Sharpedo és una de les espècies que apareixen a la franquícia Pokémon, una sèrie de videojocs, anime, mangues, llibres, cartes col·leccionables i altres mitjans que va ser inventada per Satoshi Tajiri i ha generat milers de milions de dòlars en beneficis per a Nintendo i Game Freak. És de tipus aigua i tipus sinistre i evoluciona de Carvanha.